# Kloster Doksany

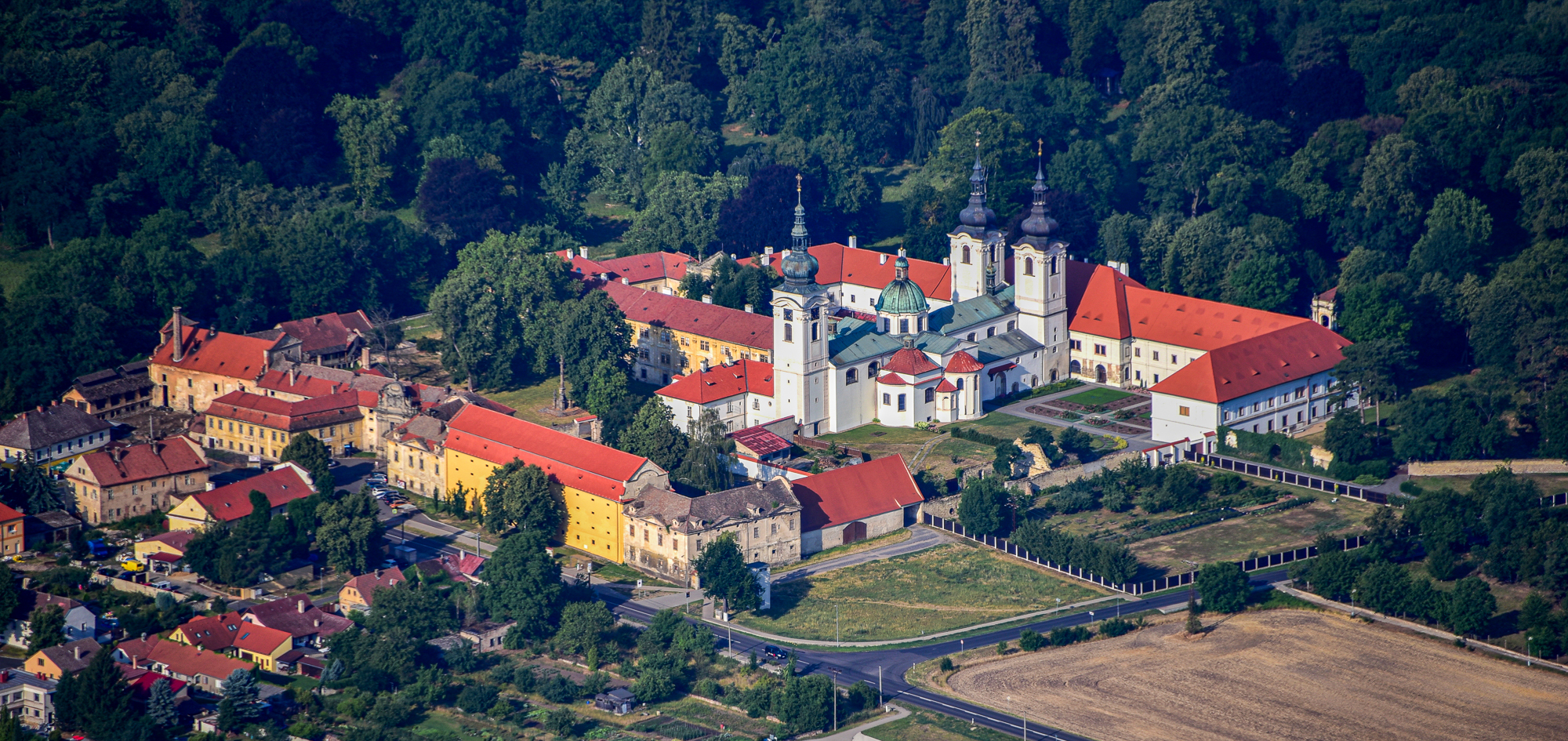
Kloster Doksany, Luftaufnahme (2019)

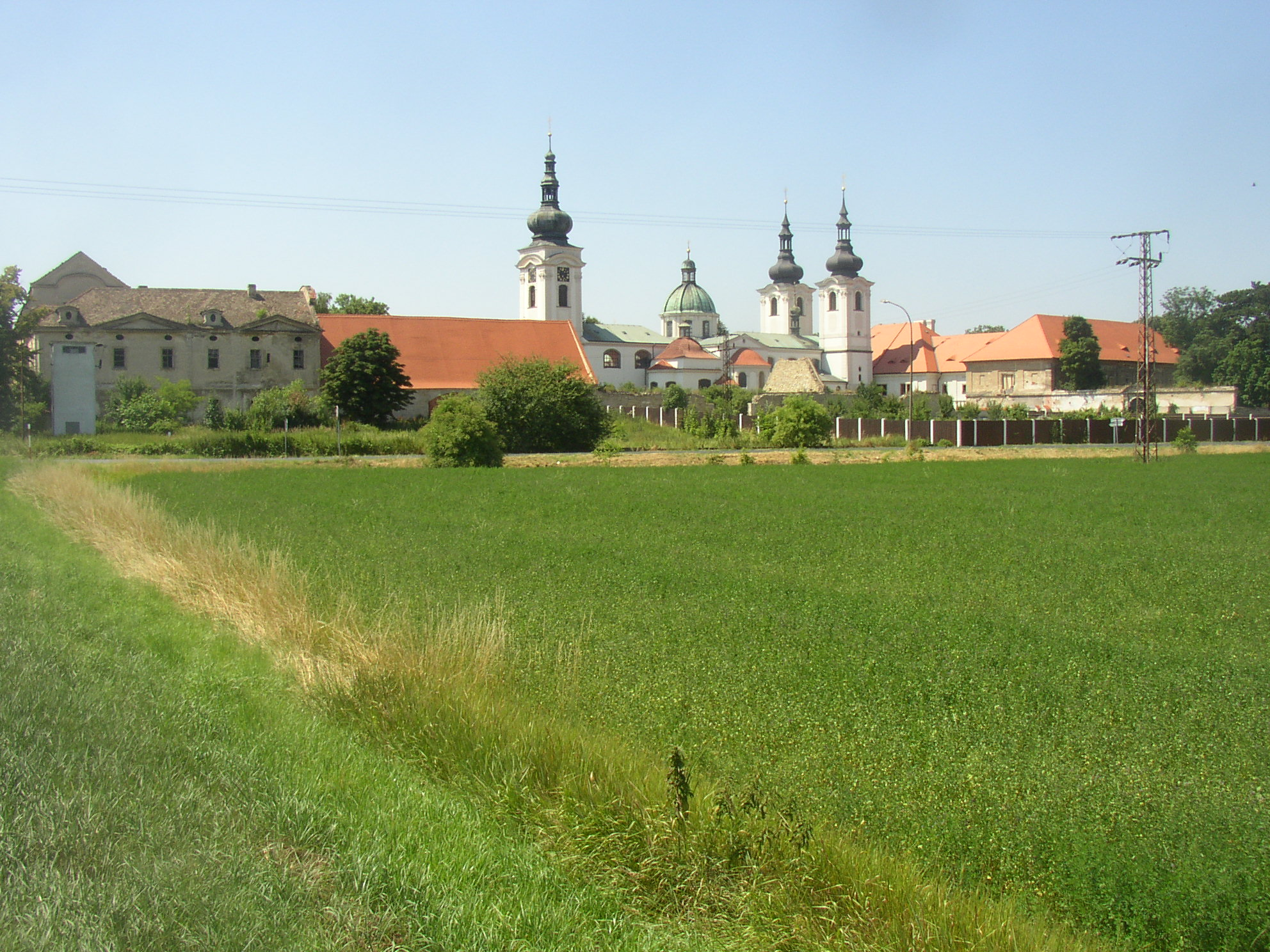
Kloster in Doksany

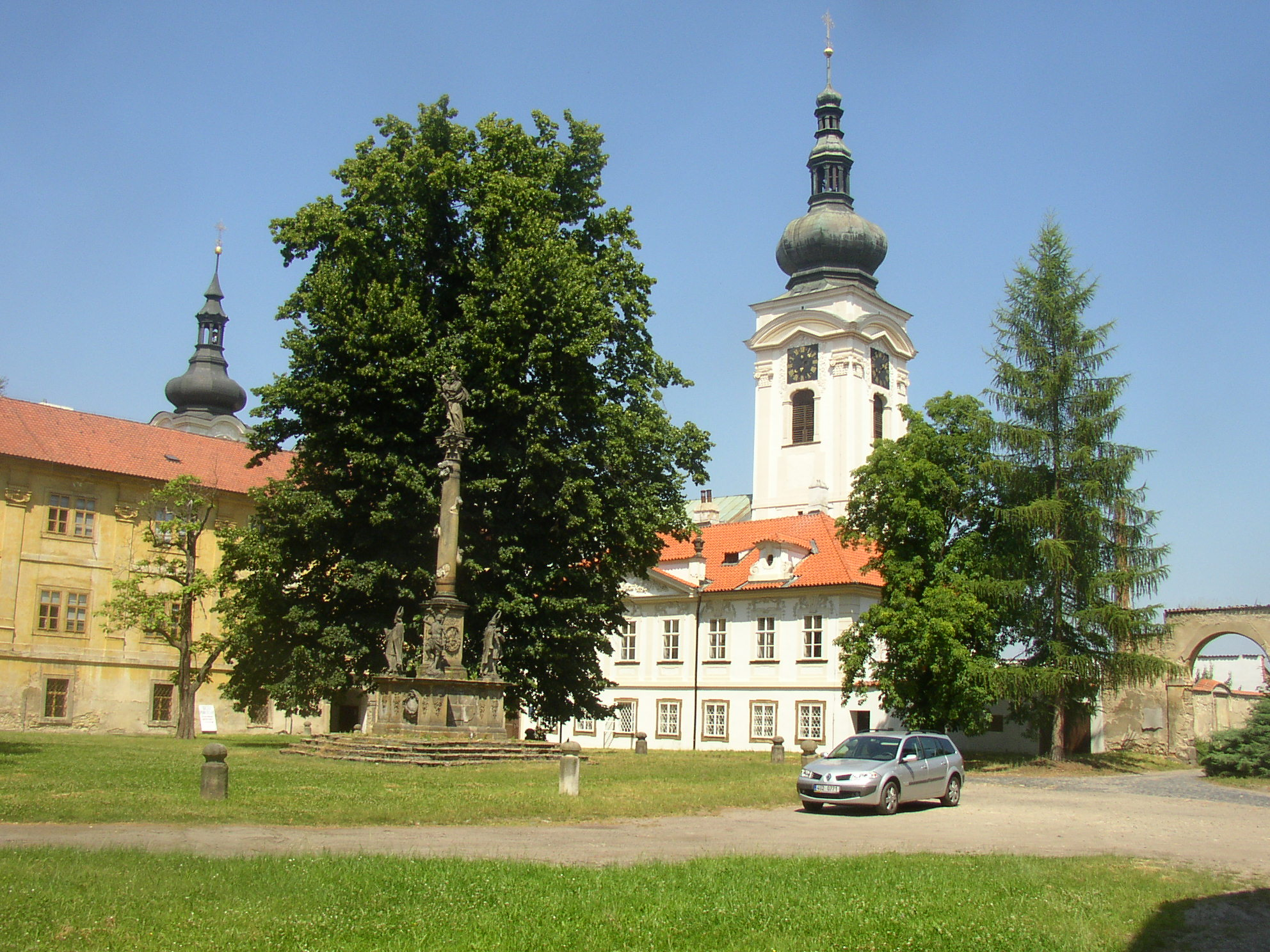
Kloster Doksany (2008)

Das Kloster Doksany (deutsch Doxan) ist ein ehemaliges Prämonstratenserinnen-Stift im westlichen Teil des Dorfes Doksany an einem Arm des Flusses Ohře (Eger) im Mündungsgebiet in die Elbe in Tschechien.

## Geschichte
Das Kloster der Prämonstratenserinnen wurde 1144 vom böhmischen  Herzog Vladislav II., und seiner Ehefrau Gertrud, einer Tochter des Leopold III. aus dem Hause der Babenberger, auf Anregung des Olmützer Bischofs Heinrich Zdik gegründet. Eine Nonne Ida war eine der ersten Ordensschwestern, die 1143 von Kloster Dünnwald aus nach Doxan kamen, um hier eine neue Ordensgemeinschaft aufzubauen. Dieses Kloster in Doxan war dem Kloster Strahov unterstellt. Die Klosterschule für Töchter des Adels besuchte unter anderem auch Agnes, Tochter König Ottokars I. Kloster und Schule überdauerten die Hussitenzeit, den Dreißigjährigen Krieg und bestanden etwa 600 Jahre bis zum Jahr 1782.

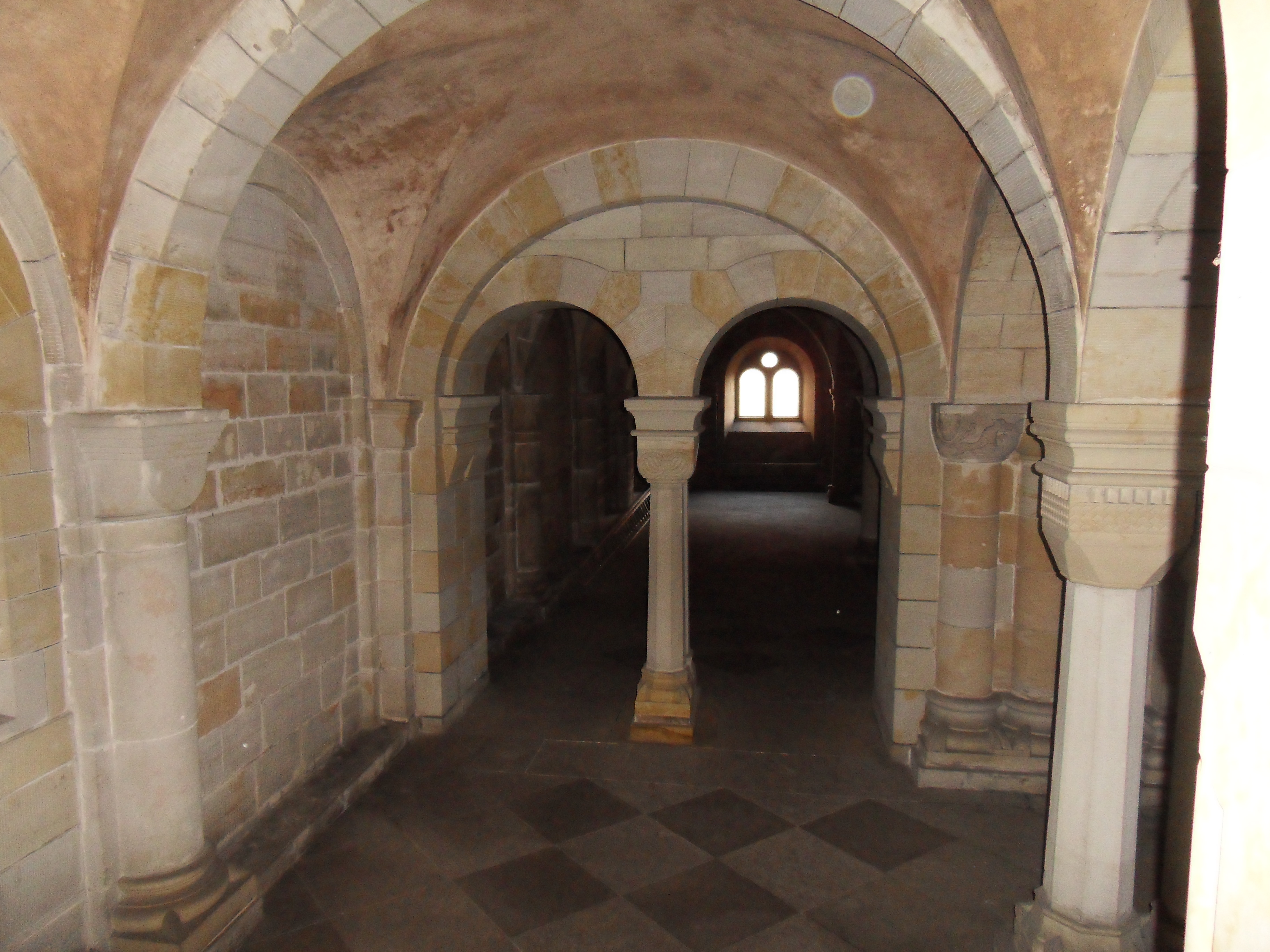
Romanische Krypta

Das Kloster Doxan und die Stiftskirche Geburt der Jungfrau Maria wurde im 12. Jahrhundert im Stil der Romanik erbaut, von welchem sich kaum etwas erhalten hat, nur die Krypta und das Nordportal der Stiftskirche. In der zweiten Hälfte des 17. Jahrhunderts begann der große, umfassende Barockumbau des Klosters,  der dem Architekten Kilian Ignaz Dientzenhofer zugeschrieben wird. Bauherr in Doxan war nach 1709 der kunstsinnige und prachtliebende Propst Josef Mika (1669–1733), 1707 Vizeprior des Klosters Strahov (Strachow). Kirche, Provisoriat, Refektorium, Sala terrena und die meisten alten Wirtschaftsgebäude und der große Doxaner Park haben sich bis heute erhalten.
Nach Aufhebung des Klosters Doxan im Jahr 1782, als darin noch 49 Schwestern lebten, durch Kaiser Josef II. zugunsten eines Religionsfonds, wurden die Gebäude zunächst als Militär-Hospital und Kaserne genutzt. Um 1790 pachtete die verwitwete Marie Therese Fürstin Poniatowski, geborene Kinsky von Wchinitz und Tettau (1740–1806) den Gebäudekomplex und begann mit dem Umbau zu einem Schloss, welches 1806 der Bauleiter der nahegelegenen Festungsanlage und Garnisonstadt Theresienstadt (Terezín) k.k. Oberst im Armeestande Jakob Freiherr von Wimmer mit dem umgebenden Großgrundbesitz käuflich erwarb. Von ihm kamen wieder durch Kauf Schloss und Herrschaft Doxan an die Freiherren und Grafen Lexa von Aehrenthal. Johann Baptist Freiherr Lexa von Aehrenthal (1777–1845), Obersthoflehensrichter in Böhmen, Mähren und Schlesien, Großvater des Alois Lexa von Aehrenthal (1854–1912), legte als Förderer der Obstbaumzucht in Böhmen die Musterobstgärten und den Park auf Gut Doxan an.
Während der Zeit der Grafen Lexa von Aehrenthal auf Doxan versuchte Anfang des 20. Jahrhunderts der Orden der Prämonstratenserinnen wieder ein Kloster in Doksany aufzubauen, und mehrere junge Frauen begaben sich zu einer Formation in das bei Krakau gelegene Kloster Zwierzyniec. Der Orden erkannte jedoch, dass die geplanten Neugründungen aus verschiedenen Gründen keinen Erfolg haben würden. Daher siedelten sich die Prämonstratenserinnen im Jahr 1902 auf dem Heiligenberg bei Olmütz an.
Im Jahr 1918 nach der Gründung der Tschechoslowakei fielen die Grafen Lexa von Aehrenthal unter das Adelsaufhebungsgesetz; sie konnten nach der Bodenreform von ihrem Großgrundbesitz Schloss und Gut Doxan behalten. Nach dem Ende des Zweiten Weltkriegs 1945 wurde die Familie als zu den Deutsch-Böhmen gehörend in der Vertreibung der Deutschen aus der Tschechoslowakei entschädigungslos enteignet.

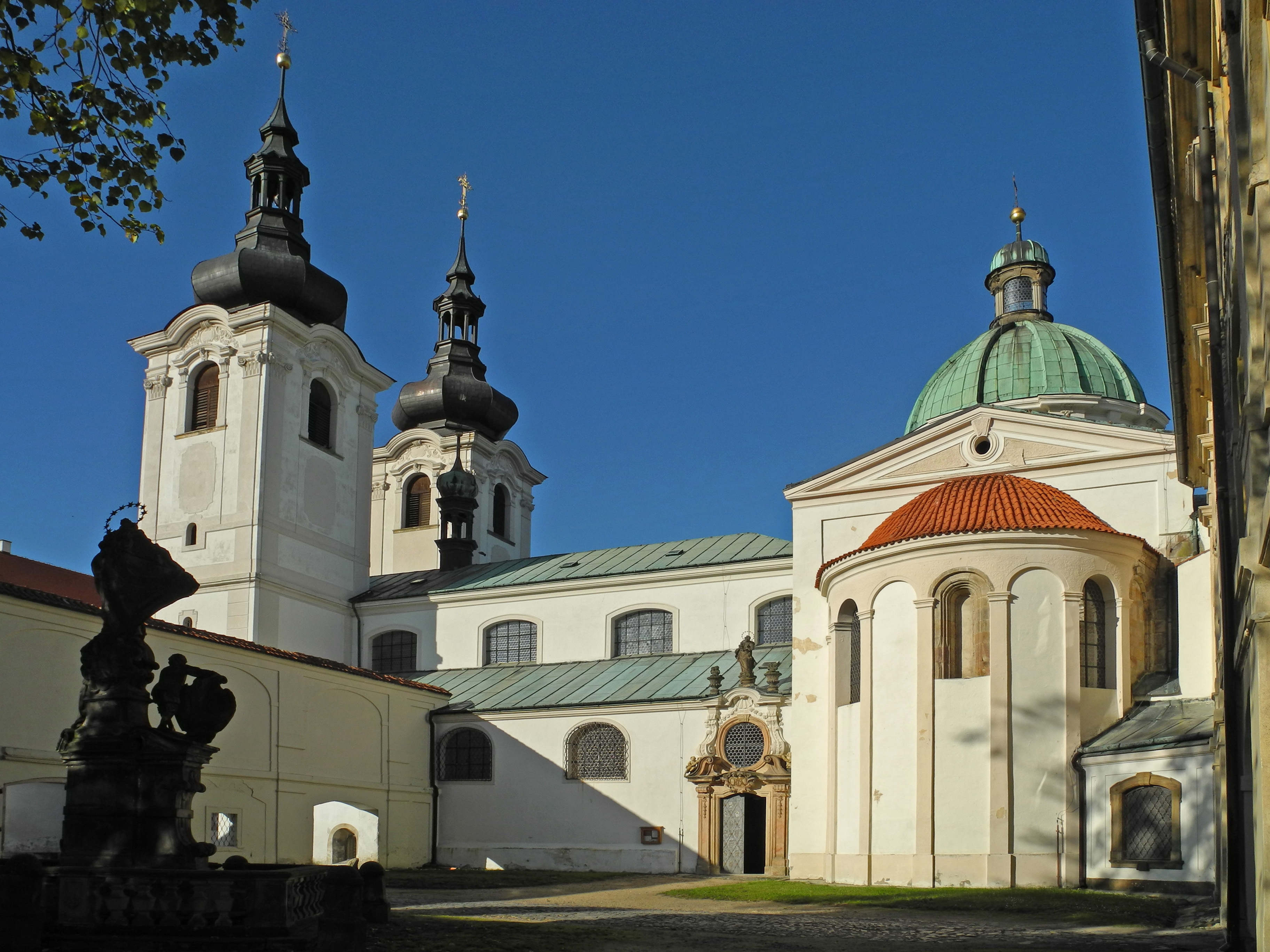
Klosterkirche

Danach gehörten der Grundbesitz des Gutes und das Schloss in Doksany dem Staatsgut Roudnice nad Labem, das eine Zuchtstation für Saatgut errichtete. Im Jahr 1997 erwarb die Kanonie Strahov einen Teil der Gebäude, und seit 1998 besteht nach über 200 Jahren wieder ein Konvent von Prämonstratenserinnen in Doksany, mit Ordensfrauen, die seit 2003 wieder im Kloster wohnen. Teile des Klosters mit seinem Barock-Interieur und der romanischen Krypta sind öffentlich zugänglich. Ein Garten im Stil des Barock in einem englischen Landschaftspark umgeben das Bauwerk.